# Muhammad Ali's Greatest Fight
Pour plus de détails, voir Fiche technique et Distribution.
Muhammad Ali's Greatest Fight est un téléfilm dramatique américano-britannique de Stephen Frears diffusé sur HBO le 5 octobre 2013.

## Synopsis
Le procès pour objection de conscience du boxeur Mohamed Ali jusqu'à la Cour suprême.

## Fiche technique
- Titre original : Muhammad Ali's Greatest Fight
- Réalisation : Stephen Frears
- Scénario : Shawn Slovo
- Direction artistique : Dan Davis
- Décors : Michael Ahern
- Costumes : Molly Maginnis
- Photographie : Jim Denault
- Son : Jack Whittaker
- Montage :
- Musique :
- Production : Scott Ferguson
- Société de production : HBO et Rainmark Films
- Société de distribution :  HBO
- Pays d’origine :  États-Unis
- Langue originale : anglais
- Format : Couleurs - 35 mm - 1.78:1 - Son Dolby numérique
- Genre : Drame biographique
- Durée : 97 minutes
- Dates de diffusion : 
  -  France : mai 2013 (Festival de Cannes 2013)
  -  États-Unis : 5 octobre 2013 (HBO)[1]
  -  Québec : 26 janvier 2014 (Super Écran)[2]

## Distribution
- Christopher Plummer (VF : Dominique Paturel) : Justice John Marshall Harlan II
- Frank Langella (VF : Pierre Dourlens) : Chief Justice Warren E. Burger
- Ed Begley, Jr. (VF : Gabriel Le Doze) : Justice Harry Blackmun
- Peter Gerety (VF : Richard Leblond) : Justice William J. Brennan, Jr.
- Barry Levinson (VF : Jean-François Aupied) : Justice Potter Stewart
- John Bedford Lloyd (VF : Stéphane Bazin) : Justice Byron White
- Fritz Weaver (VF : Marc Cassot) : Justice Hugo Black
- Harris Yulin (VF : Pierre Hatet) : Justice William O. Douglas
- Danny Glover (VF : Med Hondo) : Justice Thurgood Marshall
- Benjamin Walker (VF : Tanguy Goasdoué) : Kevin Connolly
- Pablo Schreiber (VF : Antoine Nouel) : Covert Becker
- Ben Steinfeld (VF : Philippe Bozo) : Sam Edelstein
- Dana Ivey (VF : Nicole Favart) : Mrs Paige
- Peter McRobbie (VF : Féodor Atkine) : Erwin Griswold
- Damian Young (VF : Bernard Bollet) : Ramsey Clark
- Chuck Cooper (en) (VF : Benoît Allemane) : Chauncey Eskridge
- Allie Woods Jr. (VF : Jean-Michel Martial) : Petrus
- Bob Balaban (VF : Philippe Peythieu) : Lawyer
- Kathleen Chalfant : Ethel Harlan

 Source et légende : version française (VF) sur RS Doublageet le carton du doublage français sur le DVD zone 2.

## Commentaire
Bien que le titre du film porte le nom de Mohamed Ali, aucun acteur ne joue son rôle. Des extraits d'archives ont été utilisés.

## Distinctions

### Nominations
- Festival de Cannes 2013 : sélection hors compétition « Séances spéciales »